# Nicolaus Taurellus

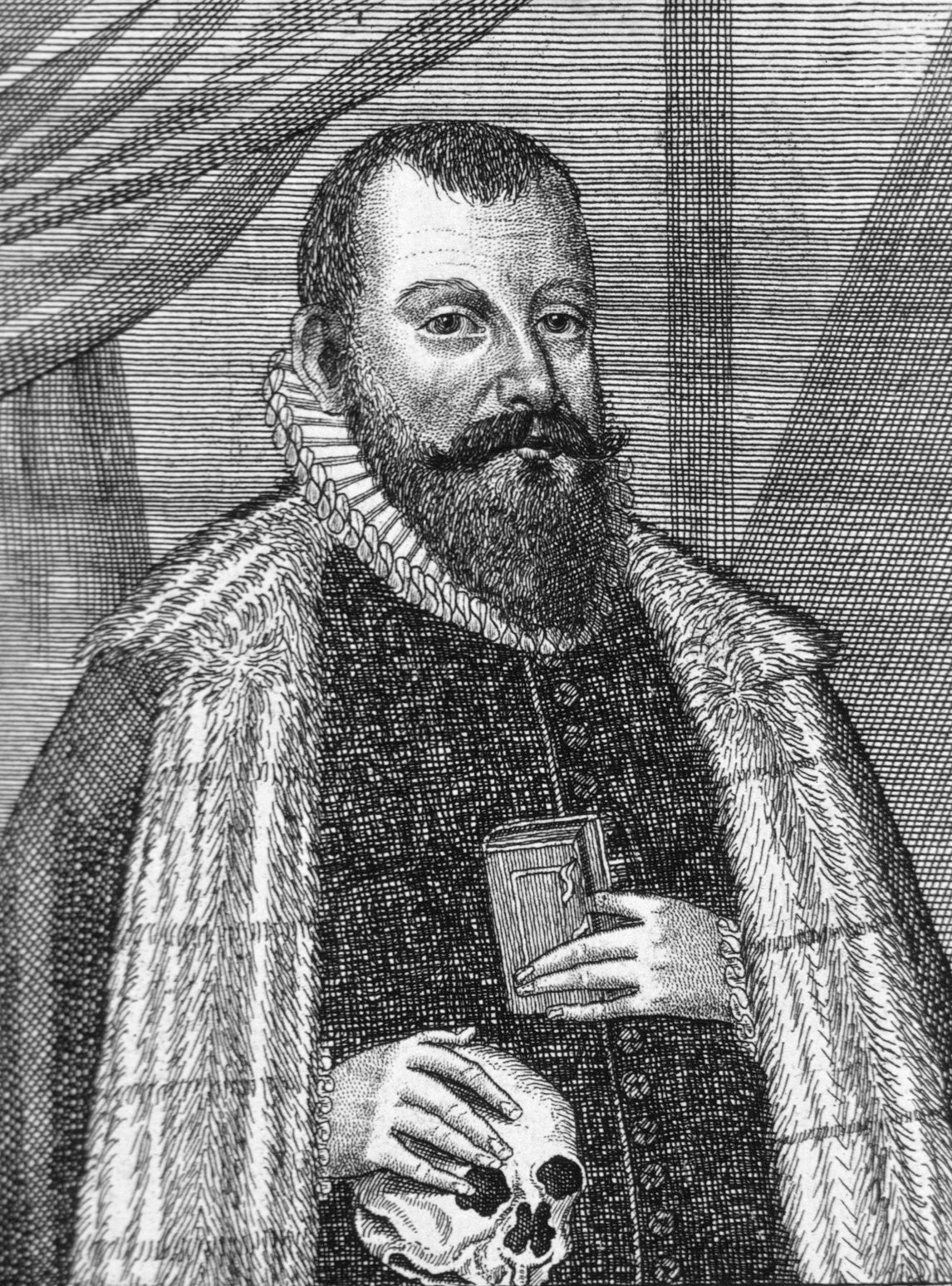
Nicolaus Taurellus

Nicolaus Taurellus (eigentlich Nikolaus Öchslin (Öchslein); * 26. November 1547 in Mömpelgard, Grafschaft Württemberg-Mömpelgard (heute Montbéliard, Département Doubs); † 28. September 1606 in Altdorf bei Nürnberg) war ein Mediziner, Philosoph, lutherischer Theologe und Physiker.

## Leben
Aus bescheidenen Verhältnissen kommend – sein Vater war Stadtschreiber von Mömpelgard – konnte Taurellus durch ein Stipendium des Grafen Georg I. von Württemberg an der Universität Tübingen studieren. 1563 erlangte er als Schüler von Jakob Degen sein Bakkalaureat. Zwei Jahre später avancierte Taurellus an der philosophischen Fakultät zum Magister. Als solcher wechselte er für ein Medizinstudium an die Universität Basel und schloss dieses 1570 erfolgreich mit einer Promotion ab.
Ab 1579 wirkte Taurellus in Basel als Professor für Rhetorik und übernahm bereits im darauffolgenden Jahr einen Lehrstuhl für Ethik. Parallel dazu übernahm er als Vertreter des Mediziners Isaak Cellarius für eine kurze Zeit dessen medizinische Vorlesungen. Im selben Jahr nahm Taurellus einen Ruf an die Universität Altdorf an, wurde dort Professor der Medizin und Physik und viermal Rektor. 1582 wiesen die Scholarchen der Akademie den Prorektor Johannes Busereuth an, die Druckfreigabe für die Disputationsthesen Disputatio medica et philosophica de procreatione hominis (= über die Zeugung des Menschen) von Nicolaus Taurellus und Martin Solfleisch d. Ä. († 1612) zu verweigern. Sie hielten die Ausarbeitung für „viel zu hoch und etwas schambar“. Taurellus lenkte schließlich ein und legte überarbeitete Thesen De partibus humani corporis (= Über Teile des menschlichen Körpers) vor.
1578 heiratete Taurellus in Basel Katharina Aeschenberger, die Tochter des Altdorfer Stadtschreibers Israel Aeschenberger und seiner Frau Anna Wecker. Diese Ehe brachte 13 Kinder hervor, von denen nur 5 überlebten. Katharina Aeschenberger verstarb 1598. 1599 heiratete er Ursula Haller von Hallerstein, die Tochter eines Nürnberger Senators.
1606 erkrankte er an der Pest, der ihn behandelnde Mediziner Ernst Soner konnte sein Leben nicht retten.
Taurellus war Gelegenheitsdichter und verfasste ein Werk über Emblematik. Er gilt als derjenige, der den Grundstock für die eklektische Philosophie an der Universität Altdorf gelegt hat. In diesem Zusammenhang sind auch Konrad Feuerlein, Georg Paul Rötenbeck und Johannes Sturm zu nennen.
Rezeptionsgeschichtlich bedeutsam war Taurellus’ Charakterisierung als „der erste deutsche Philosoph“ durch Franz Xaver Schmid-Schwarzenberg in einer Monographie dieses Titels aus dem Jahr 1864.

## Werke
- Theses Philosophicae, De Ortu Rationalis Animae. Kauffmann, Nürnberg 1596 (Digitalisat)
- Philosophiae triumphus seu metaphysica philosophandi methodus. Basel 1573
- Medicae praedictionis methodus. Frankfurt 1581.
- Carmina Funebria, Quae Magnorum Aliquot, Clarorumque virorum felici memoriae dicavit. Lochner, Nürnberg 1602 (Digitalisat)
- Emblemata Physico-Ethica, Hoc Est: naturae morum moderatricis picta præcepta. Halbmayer, Nürnberg 1617 (Mikrofiche-Ausgabe Zug: IDC, 1981); Digitalisat bei der Uni Mannheim. 10. Mai 2004.
- Jakob Wilhelm Feuerlein: Tavrellvs Defensvs : H. E. Iac. Wilh. Feverlini … Dissertatio Apologetica Pro Nic. Tavrello … Atheismi Et Deismi Iniuste Accusato. Schmid, Nürnberg 1734 (CD-ROM-Ausgabe. Univ.-Bibl., Mannheim 2007)

## Ausgaben und Übersetzungen
- Henrik Wels (Hrsg.): Nicolaus Taurellus: Philosophiae Triumphus, hoc est, Metaphysica Philosophandi Methodus (= Editionen zur Frühen Neuzeit, Band 3). Frommann-Holzboog, Stuttgart-Bad Cannstatt 2012, ISBN 978-3-7728-2374-9 (Edition und Übersetzung)